# Nenjiang (prowincja)
Nenjiang – dawna chińska prowincja, istniejąca w latach 1945–1949 na obszarze Mandżurii.
Prowincję utworzono w listopadzie 1945 roku. W lutym 1947 roku połączono ją z sąsiednią prowincją Heilongjiang, jednak już we wrześniu tego samego roku na powrót wydzielono ją jako odrębną prowincję.
Jej stolicą był Qiqihar. Prowincja obejmowała obszar o powierzchni 67,034 km², z populacją licząca w czerwcu 1948 roku ponad 3,3 mln. Dzieliła się na 18 powiatów, 2 chorągwie i jedno miasto (Qiqihar).
W 1949 roku prowincja została zlikwidowana, a jej terytorium włączono do prowincji Heilongjiang.